# Vallda
Vallda is een plaats in de Zweedse gemeente Kungsbacka in de provincie Hallands län en het landschap Halland. De plaats heeft 1439 inwoners (2005) en een oppervlakte van 134 hectare.